# 未来大人宣言
『未来大人宣言』（みらいおとなせんげん）は、日本のロックバンド、SOPHIAの13枚目のアルバム。

## 概要
- オリジナルアルバムとしては前作『BAND AGE』より約3年8か月ぶりとなる作品。
- シングル「cod-E 〜Eの暗号〜」「サヨナラ 愛しのピーターパンシンドローム」「rainbow rain」「月光」「I will」を収録。
- 初回盤にはボーナストラックとして、松岡充のソロシングル「W」のカバーバージョンを収録（Blu-ray Disc Music盤には収録されていない）。

## 収録曲
（全作詞：松岡充）
1. cod-E 〜Eの暗号〜
作曲：松岡充
2. -Can you break a hundred million?-
作曲：亀田誠治、黒柳能生
3. 月光
作曲：松岡充
4. サヨナラ 愛しのピーターパンシンドローム
作曲：岡村靖幸
5. mute reality
作曲：都啓一
6. 人間失格
作曲：都啓一
7. rainbow rain
作曲：松岡充
8. I will
作曲：松岡充
9. 雨ニモマケズニ
作曲：黒柳能生
10. ヤングアダルト
作曲：松岡充
11. 奏鳴曲
作曲：豊田和貴
12. 未来大人宣言
作曲：松岡充
13. happy birthday to you
作曲：松岡充
14. W -SOPHIA ver.-
作曲：都啓一